# 파이어폭스 락와이즈
파이어폭스 락와이즈(Firefox Lockwise)는 파이어폭스 웹 브라우저용 비밀번호 관리자로서, 모바일 운영 체제 iOS와 안드로이드에도 대응한다. 데스크톱에서 락와이즈는 단순히 파이어폭스의 일부인 반면 iOS와 안드로이드에서는 별도의 앱으로 이용이 가능하다.
파이어폭스 계정과 파이어폭스 동기화가 활성화되어 있다면 락와이즈는 장치들 간 파이어폭스 소프트웨어 간 비밀번호를 동기화한다. 또, 무작위 비밀번호 생성기 기능도 내장되어 있다.